# Новоселовщина
 Новоселовщина  — деревня в Кирово-Чепецком районе Кировской области в составе Федяковского сельского поселения.

## География
Расположена на расстоянии менее 2 км на запад от центра поселения села Шутовщина.

## История
Известна с 1719 года как деревня Новоселовых с населением 13 душ мужского пола, в 1764 году (уже Новоселовская) 54 жителя, в 1802 8 дворов. В 1873 году здесь (Новоселовская или Новоселовщина) дворов 11 и жителей 110, в 1905 23 и 168, в 1926 31 и 170, в 1950 (Новоселовщины) 26 и 94, в 1989 оставалось 5 жителей. Настоящее название утвердилось с 1978 года. 

## Население
Постоянное население составляло 0 человек в 2002 году, 4 в 2010.